# Universidad Åbo Akademi
La Universidad Åbo Akademi, en sueco Åbo Akademi (abreviatura ÅA), es una universidad de lengua sueca, que tiene su sede en la ciudad de Åbo (en sueco) o Turku (en finés), en Finlandia. Fue fundada en 1918. Hoy en día, cuenta con siete facultades y varios institutos de investigación separados. Tiene unos 7200 estudiantes y una plantilla de 1300 personas. La Universidad Åbo Akademi es miembro del Grupo Coimbra de universidades europeas.
Para empezar estudios de pregrado se tienen que demostrar conocimientos suficiente de idioma sueco. Maestrías en cambio son ofrecidas en idioma sueco, inglés e incluso alemán. Además la Universidad Åbo Akademi recibé año a año estudiantes de todo el globo. Esto debido a que la universidad es parte de muchos programas de intercambio, inclusive con universidades en Sudamérica.

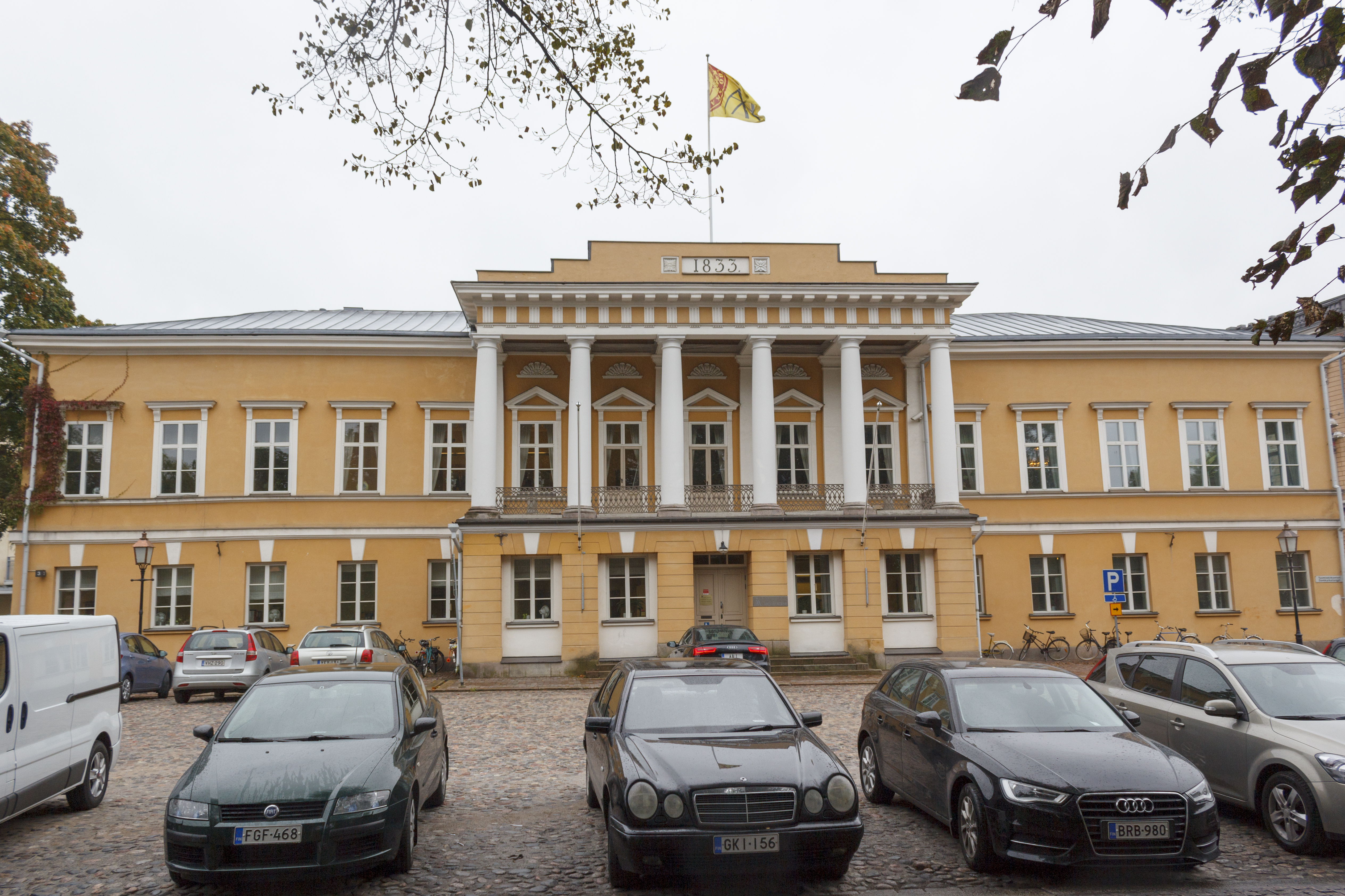
Edificio principal de la Universidad Åbo Akademi en Turku, Finlandia.

## Historia

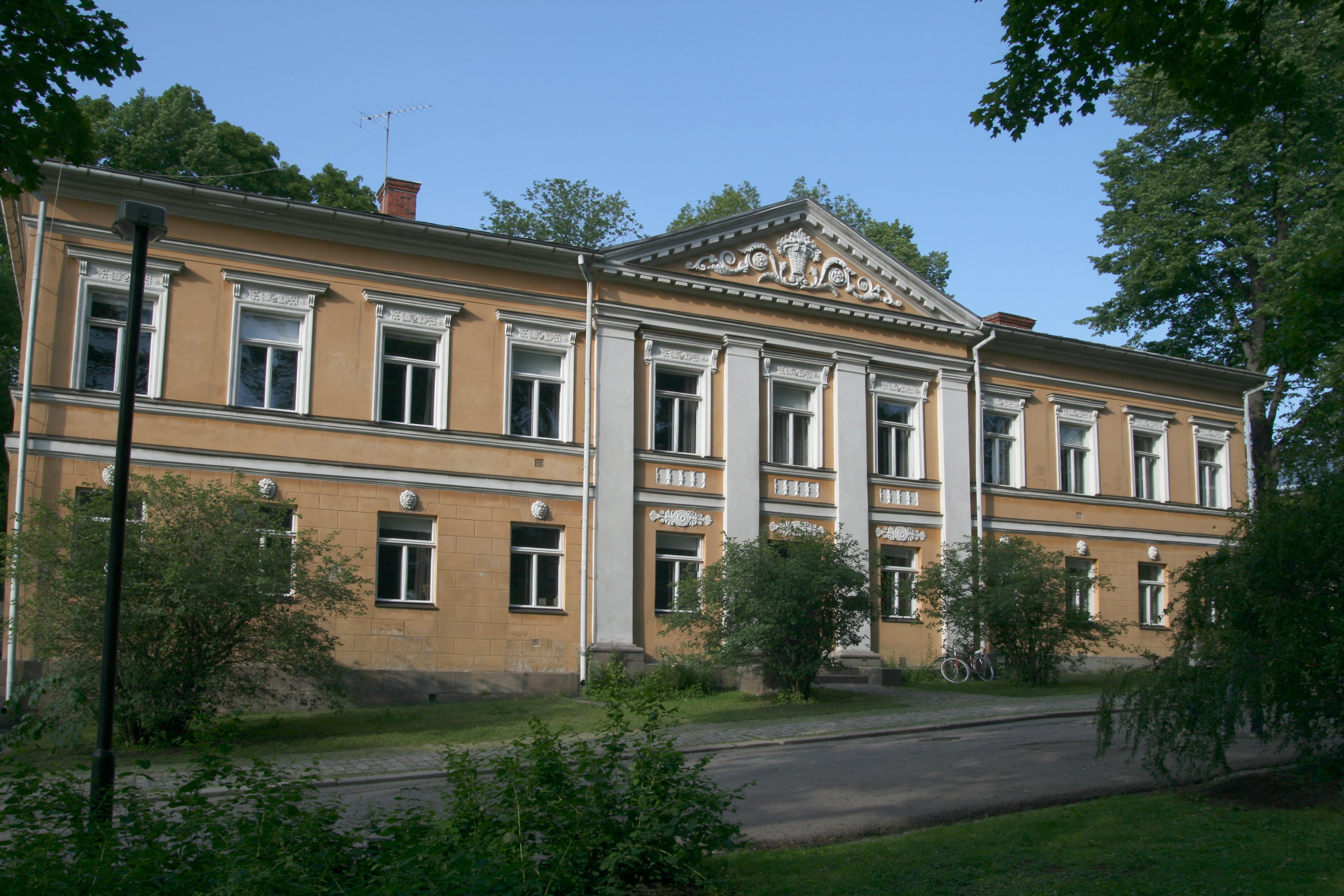
Un edificio de la Universidad Åbo Akademi.

La Universidad Åbo Akademi fue fundada el año 1918, es la más antigua de Turku y además la segunda universidad más antigua fundada en suelo finés. El idioma sueco fue hasta mediados del siglo XIX el idioma más usado por los académicos en Finlandia. Fue recién en el siglo XIX, cuando esto cambió. Poco a poco el finés ganó terreno en la vida académica y el sueco fue consecuentemente perdiendo en importancia. Una reacción de la minoría finesa de lengua sueca fue la fundación de la universidad de lengua sueca Åbo Akademi en la ciudad de Turku (Åbo en sueco). La universidad fue privada hasta 1981, ahora esta en manos del estado finés.

## Facultades
Hoy en día existen siete facultades en la Universidad Åbo Akademi, de las cuales dos no están en Turku, sino en Vaasa:
- Facultad de Humanidades (fundada en 1918)
- Facultad de Ciencias Naturales y Matemáticas (1918)
- Facultad Técnica (1920)
- Facultad Teológica (1924)
- Facultad de Educación (1974), Vaasa
- Facultad de Economía y Ciencias de Estado (1980)
- Facultad de Ciencia Sociales (1992), Vaasa

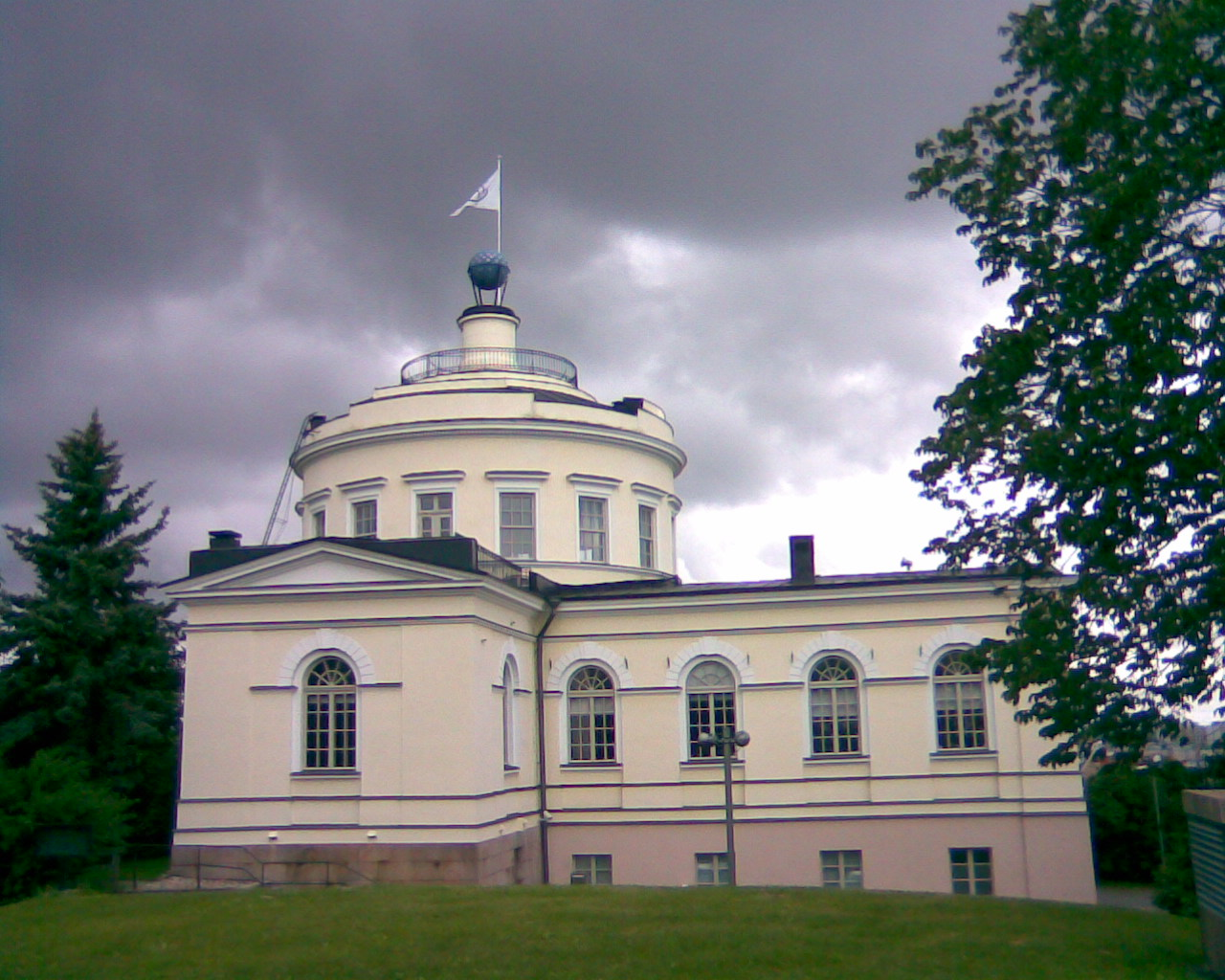
Observatorio de la Universidad Åbo Akademi.

## Convenios académicos bilaterales
La Universidad Åbo Akademi tiene convenio con muchas prestigiosas universidades alrededor del mundo, entre ellas algunas son:
- Universidad Católica de Eichstaett-Ingolstadt
- Universidad Técnica de Múnich
- Universidad del Salvador
- Universidad de São Paulo
- KU Leuven
- Universidad de Victoria
- Universidad Diego Portales
- Pontificia Universidad Javeriana
- Universidad de Copenhague
- Universidad de Edimburgo
- Universidad Complutense de Madrid
- Universidad de Barcelona
- Universidad de Valladolid
- Universidad de París I Panthéon-Sorbonne
- Universidad Católica del Sagrado Corazón
- Universidad de Milán
- Universidad de Oslo
- Pontificia Universidad Católica del Perú
- Universidad de Cambridge
- Universidad de Oxford
- Universidad de Stellenbosch
- Universidad de Estocolmo
- Universidad de Lund
- Universidad de la República
- Universidad Simón Bolívar

## Vínculos de interés
- Wikimedia Commons alberga una categoría multimedia sobre Universidad Åbo Akademi.
- Sitio Web de la Universidad Åbo Akademi